# Alfred Fritzsche
Alfred Fritzsche (* 11. März 1898 in Meußlitz; † 25. Juni 1985 in Dresden) war ein deutscher Maler und Grafiker.

## Leben und Werk
Fritzsche nahm als Soldat am Ersten Weltkrieg teil. 1919 trat er der KPD bei. Von 1926 bis 1929 studierte er bei Richard Müller, Ferdinand Dorsch und Max Feldbauer an der Dresdner Akademie der Bildenden Künste, 1929 war er Meisterschüler bei Georg Lührig. Seit 1930 arbeitete Fritzsche freischaffend in Dresden. Seine Porträts aus seinem sozialen Umfeld entsprechen stilistisch der Neuen Sachlichkeit.
Ab 1933 gehörte Fritzsche einer kommunistischen Untergrundgruppe in Sachsen an, die in Oederan aufflog. Er wurde mehrmals verhaftet und von der Gestapo in der Haft schwer misshandelt und körperlich geschädigt. 1937 erhielt er Berufsverbot. 1944 bis 1945 nahm er als Soldat des Strafbataillons 999 am Zweiten Weltkrieg teil. Bei einem Bombenangriff auf Dresden wurde 1945 nahezu sein gesamtes Frühwerk mit etwa 200 Arbeiten vernichtet.
Nach dem Ende des NS-Staats nahm Fritzsche trotz seiner schweren Gesundheitsschäden in Dresden am gesellschaftlichen Neuaufbau teil und war er wieder künstlerisch tätig, vor allem als Aquarellist. Seine Motive fand er mit Vorliebe in der Landschaft der Sächsischen Schweiz.
Fritzsche war Mitglied des Verbands Bildender Künstler der DDR.

## Fotografische Darstellung Fritzsches
- Unbekannter Fotograf: Alfred Fritzsche (1944)[1]

## Werkbeispiele
- Inflationsstillleben (1925/26, Öl; Deutsches Historisches Museum Berlin)
- Zeitungsjunge (1925/1926, Öl; Deutsches Historisches Museum Berlin)[2]
- Blick vom Borsberg nach dem Elbsandsteingebirge (1938, Öl, 61 × 90 cm; Dresdener Galerie Neue Meister)[3]
- Der Naturfreund (1947, Öl, 89,5 × 70,5 cm; im Bestand der Dresdener Galerie Neue Meister)[4]
- Der Überhebliche (um 1950; Görlitzer Sammlung für Geschichte und Kultur)
- Parteizirkel (Öl, 95 × 130 cm; auf der Dritten Deutschen Kunstausstellung)[2]

## Ausstellungen (unvollständig)

### Einzelausstellungen
- 1978 Dresden, Galerie Comenius („Ein Maler malt sein Leben“; zum 80. Geburtstag)
- 1983 Sebnitz, Heimatmuseum (zum 85. Geburtstag)

### Beteiligung an Ausstellungen
- 1935: Dresden („Dresdner Kunstausstellung mit Sonderschau Kriegsbilder“)
- 1937: Chemnitz, König-Albert-Museum (Kunstausstellung des Hilfswerks für die deutsche bildende Kunst in der NS-Volkswohlfahrt mit Sonderausstellung „Erzgebirgische Landschaft“)
- 1937; Leipzig (Kunstausstellung des Hilfswerks für die deutsche bildende Kunst in der NS-Volkswohlfahrt)
- 1946: Chemnitz, Kaufstätte Merkur („Chemnitzer Künstler stellen aus“)[5]
- 1946: Dohna, Gasthof Müglitztal („1. Kunstausstellung“)
- 1947: Pirna, Haus der Jugend („1. Kunstausstellung des Kreises Pirna“)
- 1953: Dresden, Dritte Deutsche Kunstausstellung
- 1978/1979: Berlin, Altes Museum („Revolution und Realismus. Revolutionäre Kunst in Deutschland 1917 bis 1933“)
- 1980: Frankfurt/Main, Frankfurter Kunstverein; Karlsruhe, Badischer Kunstverein; München, Kunstverein München("Widerstand statt Anpassung. Deutsche Kunst gegen den Faschismus 1933 - 1945")
- 1980/1981: Dresden, Albertinum („Kunst im Aufbruch. Dresden 1918–1933“)